# زدوده‌نوشت

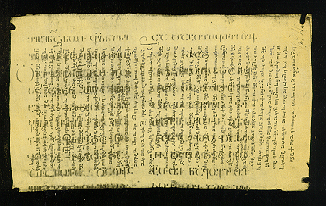
پالیمپسست گرجی از قرن ۵ یا ۶ میلادی.

زدوده‌نوشت یا طلس یا طِرس در مطالعات متنی صفحه‌ای از یک نسخه خطی، مثل یک طومار یا یک کتاب است، که متن آن خراشیده یا شسته شده و مجدداً مورد استفاده قرار گیرد. پوست مناسب برای نگارش از پوست بره، گوساله یا بز ساخته می‌شد و بسیار گران بود و به راحتی در دسترس نبود، بنابراین به علل اقتصادی، یک صفحه معمولاً با خراشیدن نوشته‌های قبلی بارها مورد استفاده قرار می‌گرفت.

## نمونه‌های معروف
- پالمپسست صنعا یکی از قدیمی‌ترین نسخه‌های خطی قرآن موجود است. تاریخ گذاری کربنی صفحات این نسخه، تاریخی قبل از ۶۷۱ را با احتمال ۹۹٪ برای آن تعیین می‌کند. با توجه به اینکه سوره ۹ (توبه)، یکی از آخرین سوره‌های نازل شده، در این نسخه موجود است و با فرض این احتمال که زیر متن (scriptio inferior) اندکی پس از آماده شدن پوست نوشته شده باشد، احتمالاً این نسخه در بازه نسبتاً کوتاه حدود ۱۰ تا ۴۰ سال پس از رحلت محمد نوشته شده‌است. . زیر متن با متن استاندارد قرآنی متفاوت است و بنابراین مهمترین مدرک مستند برای وجود قرائت‌های قرآنی متفاوت است.[۳]